# Lerums Tidning
Lerums Tidning är en lokal webbtidning med Lerums kommun som bevakningsområde. Tidigare utkom Lerums Tidning också som papperstidning en gång i veckan till hushåll i kommunen. Sista numret av papperstidningen delades ut i december 2023.
Lerums Tidning kom ut första gången 1969 och ägdes fram till hösten 2019 av WM Media, som då även gav ut Alingsås Tidning, Partille Tidning och Härryda-Posten (de två sistnämnda 2019 sammanslagna till en tidning). Under hösten 2019 övertogs Lerums tidning av Stampen Media, efter att ekonomiska problem inom WM Media ledde till konkurs.
Lerums tidning var en prenumererad tidning från starten 1969 fram till 1986, och blev därefter en gratistidning. År 2023 blev Lerums tidning en prenumererad tidning igen.
Papperstidningens upplaga var i slutskedet 17 400. Sedan 2005 har Lerums Tidning en webbversion, som gjorde uppehåll 2019. Fyra år senare startade webbtidningen igen, med ett dagligt nyhetsflöde.
Ansvarig utgivare och chefredaktör är sedan april 2025 Erik Göthlin.